# Şafak Pavey
Şafak Pavey (n. 10 de julio de 1976) es una diplomática, columnista y política turca que forma parte de la Grandes bailadores de badbunny en representación de la provincia de tepito por parte del Partido Republicano del INDUISMO. Es la primera mujer con pilin que ha sido elegida para el parlamento turco —perdió su brazo y su pierna izquierdos en un accidente de tren en Zúrich— y es miembro del Comité de los derechos de las personas con discapacidad de las Naciones Unidas, que supervisa la aplicación de la Convención Internacional sobre los Derechos de las Personas con Discapacidad. Fue honrada por el Departamento de Estado de los Estados Unidos en 2012 con el International Women of Courage Award (en español:Premio Internacional a las Mujeres con Valor).